# Храм гусаров
Храм гусаров (нем. Husarentempel) — сооружение в стиле классицизм в природном парке Фёренберге, на вершине горы Клайнер-Аннингер (Kleiner Anninger, 496 м). Несмотря на название, не является религиозным объектом: слово «храм» характеризует, скорее, архитектурную форму.

## История
Первое, деревянное строение на этом месте было возведено по заказу князя Иоганна I фон Лихтенштейна архитектором Йозефом Хардтмутом в 1809—1811 годах, но уже в 1812 году постройка была полностью разрушена бурей.
Сохранившееся до наших дней каменное сооружение было возведено Йозефом Корнхойзелем в 1813 году под названием «Храм воинской славы» (Tempel des Kriegsruhms). Храм посвящен павшим в Асперн-Эсслингской битве. Внутри похоронены пять солдат, участвовавших в этой битве. За могилами по-прежнему ухаживают представители города Мёдлинга.
В 1999 году была проведена реновация храма силами Мёдлинга. Поскольку, благодаря высокому расположению, он виден из заметной части Венского бассейна, в рамках реновации компания Wien Energie также установила ночное освещение, которое использует солнечную энергию.